# Erik Staaff

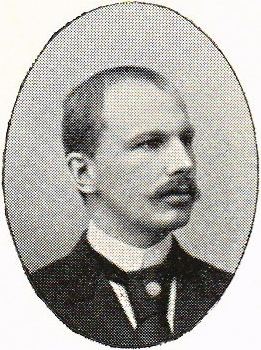
Erik Staaff

Erik Schöne Staaff (* 4. März 1867 in Stockholm; † 22. August 1936) war ein schwedischer Romanist und Hispanist.

## Leben und Werk
Erik Staaff war der Sohn des Politikers Albert Staaff (1821–1895) und der Bruder des Politikers Karl Staaff (1860–1915), sowie des Journalisten und Literaten Pehr Gustav Staaff (1856–1903). Er ist nicht zu verwechseln mit dem Altphilologen Erik Staaff (1860–1950), der fast im gleichen Jahr (1897) an der gleichen Universität (Uppsala) promovierte.
Staaff studierte in Uppsala und habilitierte sich dort über Le suffixe -arius dans les langues romanes (Uppsala 1896). Von 1903 bis 1904 hielt er sich in Spanien auf. 1906 wurde er in Uppsala Professor, Ende 1908 Ordinarius für romanische Philologie (als Nachfolger von Per Adolf Geijer, 1841–1919, und Kollege von Carl Wahlund, 1846–1913). Wissenschaftlich machte er sich vor allem als Hispanist einen Namen, unter anderem durch Arbeiten über den Cantar de Mio Cid. Er war Grand Officier der Ehrenlegion.

## Weitere Werke
- Gaston Paris, Studier över medeltida Sagor, Stockholm 1903 (Übersetzung aus dem Französischen)
- Études sur les pronoms abrégés en ancien espagnol, Leipzig 1906
- Contribution à la syntaxe du pronom personnel dans le Poème du Cid, in: Romanische Forschungen 23, 1906, S. 621–636
- Etude sur l'ancien dialecte léonais d'aprés des chartes du XIIIè siècle, Uppsala 1907, Oviedo 1992
- Per Adolf Geijer, in: Studier i modern språkvetenskap 7, 1920
- Quelques remarques concernant les assonances dans le Poème du Cid, in: Homenaje ofrecido a Menéndez Pidal: miscelánea de estudios lingüísticos, literarios e históricos, Bd. 2, 1925, S. 417–429
- L'enseignement du français en Hollande et en Suède, Paris 1926 (zusammen mit Jean-Jacques Salverda de Grave)
- Sur une lauda de Jacopone da Todi (quando t'alegri, homo de altura), Leipzig 1927